# Cardiodon
Cardiodon („srdcový zub“) byl rod sauropodního dinosaura, žijícího na území dnešní Anglie (Wiltshire). Fosilní zub tohoto velkého býložravého dinosaura byl objeven v sedimentech souvrství Forest Marble, pocházejících z období střední jury (geologický věk bath, před 167 miliony let). Jedná se o prvního historicky popsaného sauropoda.

## Historie
Fosilní zub byl objeveny u města Bradford-on-Avon přírodovědcem jménem Joseph Chaning Pearce, který následně poskytl zub k výzkumu paleontologovi Richardu Owenovi. Ten roku 1841 stanovil rodové jméno Cardiodon ("srdcový zub", na základě celkového tvaru zubu), až o tři roky později ale přidal i druhové jméno rugulosus. Zub býval přiřazován k rodu Cetiosaurus, dnes se zdá být pravděpodobnější, že jeho původce byl zástupcem kladu Turiasauria.